# Гней Юлій Агрікола
Агрікола Гней Юлій (лат. Gnaeus Julius Agricola; 13 червня 40 року, Форум Юлія, сучасний Фрежус, Франція — 23 серпня 93 року) — галло-римський воєначальник і політик, який сприяв захопленню більшої частини римлянами Британії.
Агрікола почав свою військову кар'єру у Британії, під керівництвом Гая Светонія Пауліна. Його подальша кар'єра проходила на різних посадах: він був призначений квестором у провінції Азія (64 р.), тоді обіймав посаду плебейського трибуна у 66 році, у 68 році — претора. Він підтримав Веспасіана під час року чотирьох імператорів (69 р.), а тому отримав військове командування в Британії, коли той став імператором. Коли його командування закінчилося (73 р.) він був зроблений патрицієм у Римі, а також призначений намісником Аквітанії в Галлії. У 77 році був призначений консулом і намісником у Британії. Перебуваючи там, він завершив завоювання території нинішнього Уельсу та Північної Англії, і повів свою армію на крайній північ Шотландії, будуючи по дорозі фортеці в низовинах. У 85 році, після надзвичайно тривалої служби, Агрікола був відкликаний з Британії, а потім пішов у відставку. Основним джерелом відомостей, які ми знаємо про Агріколу, є твір його зятя — Тацита «De vita et moribus Iulii Agricolae» та археологічні знахідки на території Великої Британії.

## Раннє життя
Гней Юлій Агрікола народився в давній і знаменитій колонії форума Юлія; обидва його діда були прокураторами Цезарів, отже мали вершницьке походження. Батьки Агріколи були з відомих галло-римських політичних сімей сенаторського рангу, а його пращури були романізованими галлами місцевого походження. Юлій Грецин, батько Агріколи, належав до сенаторського стану і був відомим оратором. Коли він відмовився від доручення Калігули виступити з обвинувачувальною промовою проти Марка Сілана, Калігула віддав наказ вбити його. Мати Агріколи, Юлія Процилла, як стверджував Тацит, була жінкою рідкісної моральної чистоти. Саме завдяки їй Юлій провів своє дитинство і юність у вивченні всіх благородних наук. Агрікола отримав свою освіту у Массилії (Марсель). Також він захоплювався філософією, хоча його мати цьому всіляко перешкоджала.

## Політична кар'єра
Він почав свою кар'єру в римському суспільному житті на посаді військового трибуна у Британії під керівництвом Гая Светонія Пауліна в 58 — 62 роках. Він, ймовірно, був прикріплений до Легіо II Августа, але був обраний, щоб служити в штаті Светонія і, отже, майже напевно брав участь у придушенні повстання Боудіки в 61 році.
Повернувшись із Британії до Риму в 62 році він одружився з Домицією Децідіаною, жінкою благородного походження. Їхньою першою дитиною був син. На 64 рік Агрікола був призначений квестором у провінцію Азія, в якій на той час був проконсул Луцій Сальвій Отон Тиціан. Поки Гней був там, в нього народилася дочка — Юлія Агрікола, незабаром після цього помер його перший син. Він був плебейським трибуном у 66 році та претором у 68 році. Під час преторства Агріколи, тодішній намісник Іспанії Сервій Сульпіцій Гальба, замовив йому провести інвентаризацію скарбів храму. Тоді ж імператор Нерон був оголошений сенатом ворогом і покінчив життя самогубством, це стало початком періоду громадянської війни, відомої як Рік Чотирьох Імператорів. Гальба став імператором, але сам був убитий на початку 69 року Отоном, який захопив трон. Мати Агріколи була вбита в своєму маєтку в Лаціо мародерами з флоту Отона. Почувши пропозицію Веспасіана щодо імперії, Агрікола відразу ж запевнив його у своїй підтримці. Зазнавши поразки від Вітеллія, Отон наклав на себе руки.
Після того як Веспасіан вже зарекомендував себе як імператор, Агрікола був призначений командувачем Легіо ХХ Валерії Віктрікс, розташованого в Британії, замість Маркуса Росція Целія, який підняв заколот проти намісника — Марка Веттія Болана. Британія була ослаблена громадянською війною, а Болан був м'яким намісником. Агрікола відновив дисципліну в легіоні, що допомогло зміцнити римське панування. У 71 році Болан був замінений на більш агресивного намісника — Квінта Петілія Церіала, і Агрікола зміг проявити свої таланти командира в походах проти племені брігантів, яке розташовувалось на півночі Англії.
Коли його командування закінчилося (73 р.), Агрікола був зроблений патрицієм і призначений керувати Аквітанією. Так було майже три роки. У 76 або 77 році він був відкликаний до Риму і призначений консулом-суффектом і заручив свою дочку з Тацитом. У наступному році Тацит і Юлія одружилися, а Агрікола був призначений до колегії понтифіків, і повернувся до Британії в третій раз, вже як її намісник (лат. Legatus Augusti pro praetore).

## Намісництво в Британії

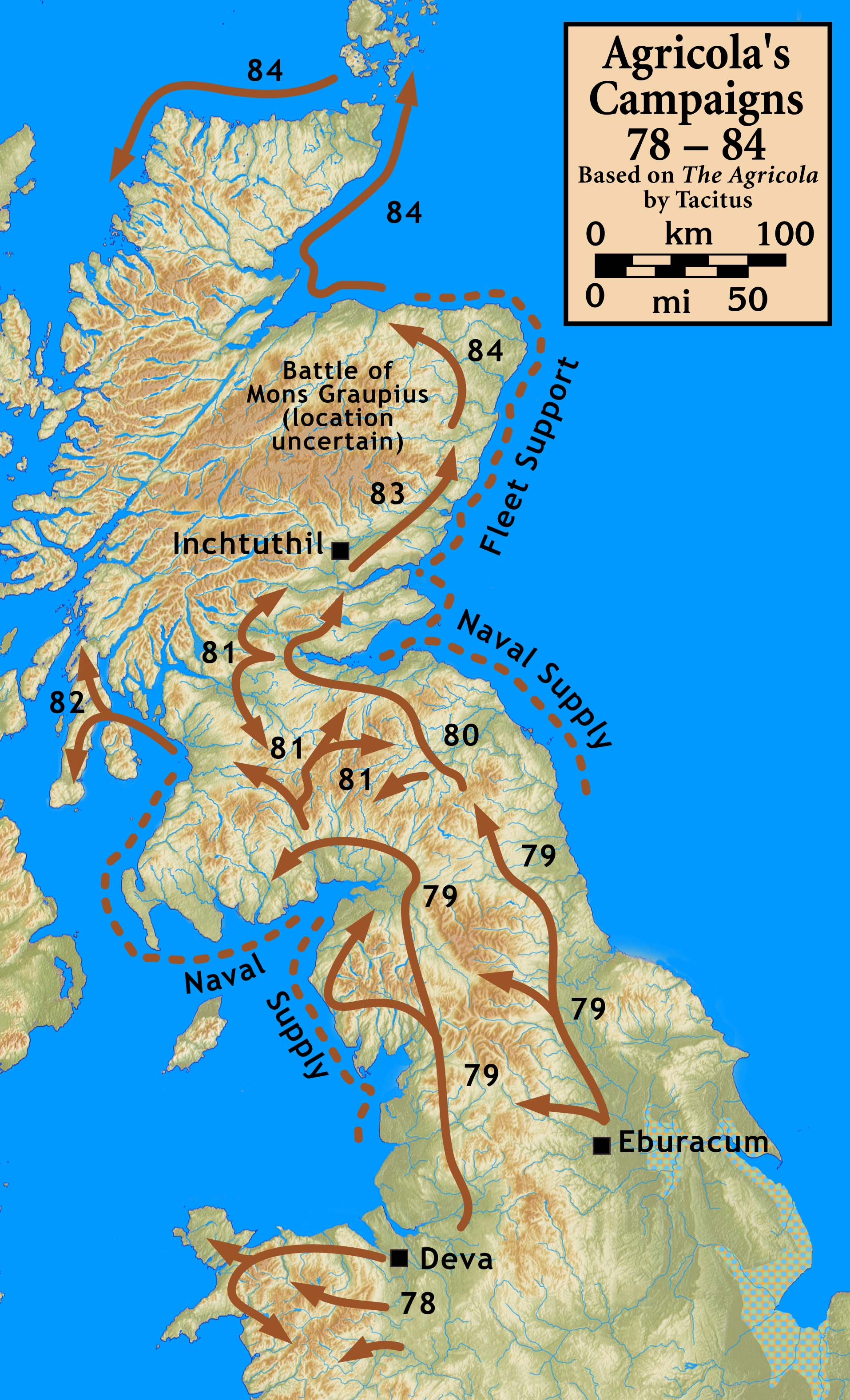
Військова кампанія Агріколи 78-84 рр.

Прибувши в розпал літа 77 року, Агрікола виявив, що ордовики Північного Уельсу практично знищили римську кінноту, дислокованих на їхній території. Він одразу ж рушив проти них і розбив їх. Потім він рушив на північ на острів Мона (Англсі), який Светонію Пауліну не вдалося підпорядкувати собі в 60 році з початку Боудікського повстання, і змусив його жителів просити миру. Він добре зарекомендував себе як адміністратор, а також командир, шляхом реформування широко корумпованого хлібного податку. Він почав проводити проримську політику, закликаючи громади будувати міста за римським зразком і виховувати синів нобілітету в римській манері.
Після цього Агрікола пішов далі на північ, туди де ще не були до цього римляни. У 79 році він захопив Танаус (зараз більш відомий як Ферт-оф-Тей) і збудував там стратегічно необхідні фортеці. У цих фортецях зберігалися запаси на цілий рік, призначені для тривалої облоги.

### Перебування в Ірландії
У 81 році Агрікола, переправившись на своєму головному кораблі, підкорив до тих пір невідомі римлянам народи. Тацит у розділі 24 про Агріколу, не розповів, яку саме водойму він перетнув, хоча більшість науковців вважають, що це була Клайд або Форт. Інша частина розділу стосується південно-західної Шотландії, а саме Ірландії. Зазначається, що Агрікола пройшов терени Гелловейського півострову. Він укріпів фортецями узбережжя Ірландії, і Тацит згадує, що його тесть часто говорив, що острів можна завоювати за допомогою одного легіону. Агрікола дав притулок вигнаному ірландському королю, якого він сподівався використати як привід для завоювання. Цього завоювання так і не сталося, але деякі історики вважають, що переправа була насправді невеликою дослідницькою або каральною експедицією в Ірландію, хоча римських таборів не було знайдено, щоб підтвердити таке припущення. Проте ірландська легенда приводить цікаві факти. Туатал Техтмар, легендарний Верховний король, як кажуть, був вигнаний з Ірландії, але повернувся із Британії з численною армією щоб знову зайняти трон. Традиційна дата його повернення 76-80 роки, і археологи знайшли римські або римсько-британські залишки в декількох місцях, пов'язаних з Туаталом.

### Вторгнення в Каледонію (Шотландія)

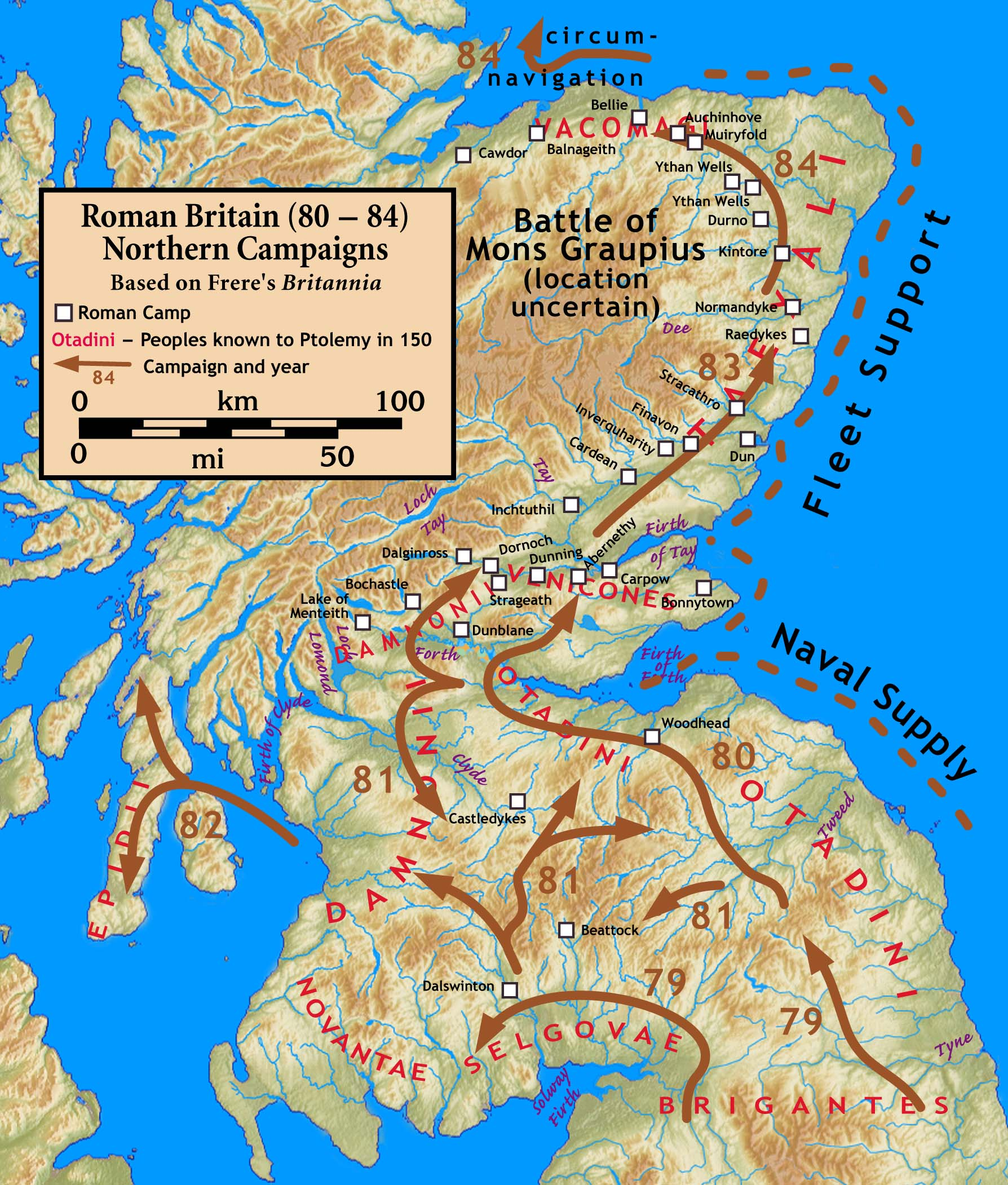
Військова кампанія Агріколи

У наступному році Агрікола підняв свій флот і оточив племена за річкою Форт. Каледонці у відповідь у великій кількості повстали проти нього. Вночі вони напали на табір ІХ іспанського легіона, але Агрікола відправив свою кавалерію, і каледонці рятувались втечею. Римляни почали просуватись далі на північ. Цього року в Агріколи народився ще один син, проте він не дожив до свого першого дня народження.
Влітку 83 року Агрікола зіткнувся з великою армією каледонців, очолюваною Калгаком, в битві при Грампіанських горах. Тацит оцінював чисельність каледонців в більш ніж 30 000 воїнів. Агрікола залишив своїх помічників на лінії фронту, зберігаючи при цьому легіони в резерві, а сам робив акцент на ближні бої, адже календонці не вміли вправно воювати мечами. Каледонці програли цю битву, двом третинам їхньої армії вдалося втекти і сховатися в горах або в «непрохідних нетрях», як їх називав Тацит. Щодо бойових втрат, то їх Тацит оцінив так: 10 000 з боку каледонців і 360 з боку римлян.
Задоволений своєю перемогою, Агрікола поповнив ряди своїх заручників з каледонских племен. Далі, можливо, він направив свою армію на північне узбережжя Англії, що підтверджується ймовірною побудовою римської фортеці Кодор (поряд з Інвернесс).
Також Агрікола доручив префектові флоту плавання навколо північного узбережжя, після якого (нібито вперше) підтвердилось, що Британія насправді є островом.

## Останні роки
Агрікола був відкликаний з Британії в 85 році, після незвично довгого перебування на посаді намісника. Тацит стверджував, що Доміціан наказав його відкликати, тому що успіхи Агріколи затьмарювала скромні перемоги імператора в Германії. Агрікола знову ввійшов у Рим скромно, прибувши у палац на ніч. Відносини між Агріколою і імператором залишалася неясними: з одного боку, Агрікола був удостоєний тріумфальних прикрас і статуй (вищої військової нагороди крім фактичного тріумфу); з іншого боку, Агрікола ніколи не обіймав цивільний або військовий пост, незважаючи на його досвід і популярність. Агріколі запропонували посаду намісника провінції Африка, але він відмовився від нього через стан свого здоров'я, або (як стверджує Тацит) через підступи Доміціана. У 93 році Агрікола помер в його родинному маєтку в Нарбонській Галлії у віці п'ятдесяти трьох років. Поширювалися чутки, що хтось з наближених до імператора Доміціана отруїв Агріколу, але ніяких доказів, які б це підтверджували ще не знайдено.